# Teatro Cervantes (Santa Eulalia)

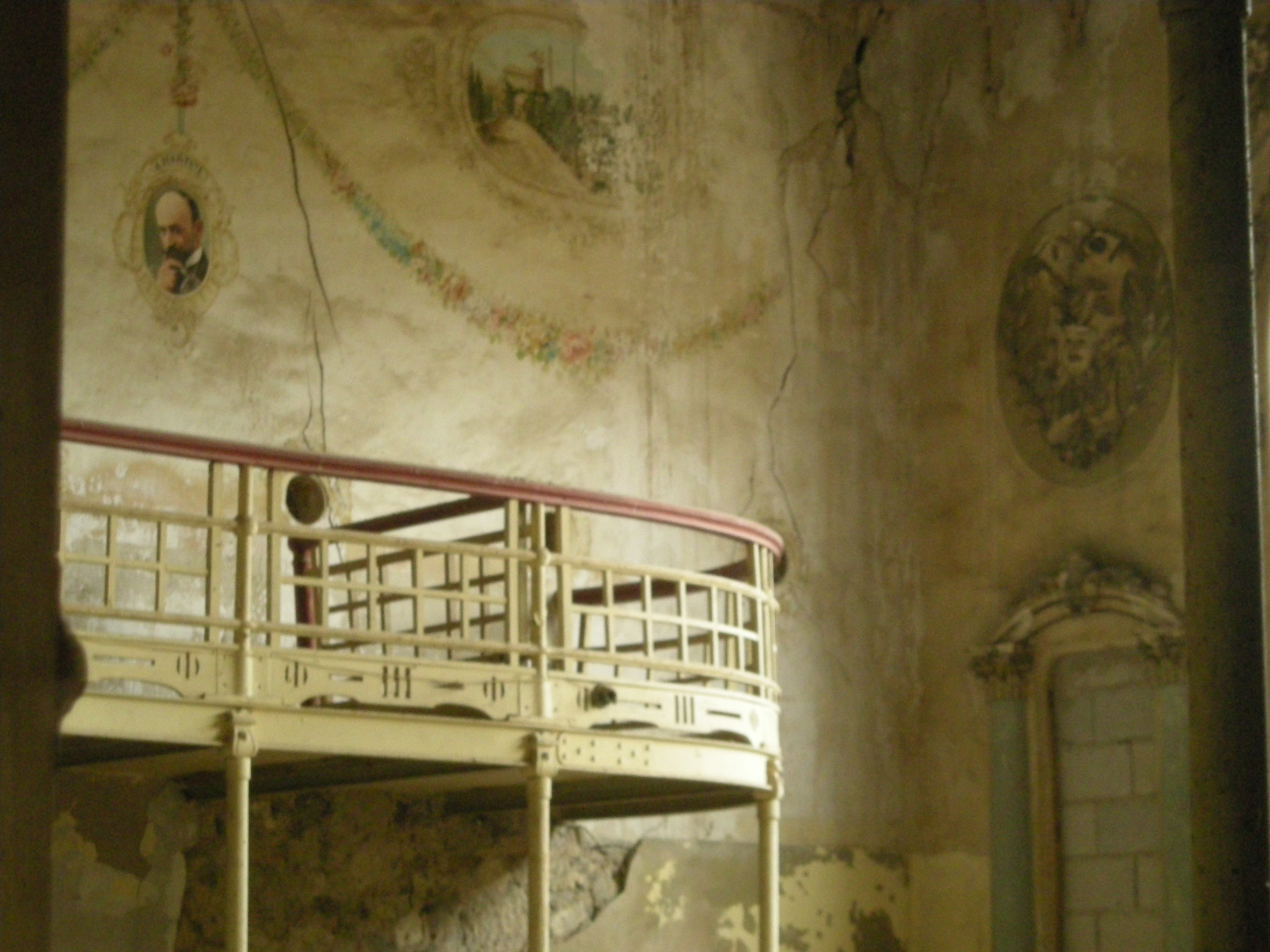
Interior del Teatro Cervantes: a la izquierda, sobre el palco, el retrato de Jacinto Benavente, al centro una imagen de la fábrica de Alcoholes La Unión y a la derecha una moldura y uno de los accesos a bambalinas, tapiado.

El Teatro Cervantes está situado en la parte sajeña de La Colonia de Santa Eulalia (Alicante, España). Se construyó a finales del siglo XIX, al igual que el resto de los edificios de la colonia, y se abandonó probablemente antes de la década de 1940, estando en la actualidad derruido en parte.

## Estructura
Se trata de un edificio de planta cuadrada, estructurado a la italiana, con un escenario amplio con embocadura en concha, adornado con molduras y con accesos a bambalinas en ambos lados. Sobre él se levantaba la caja, a fin de mejorar las acústica y colocar la maquinaria de la tramoya. Contaba con un acceso principal orientado al este, sobre el cual está la única ventana, y una puerta lateral en el muro oeste, al lado de la cual se sitúa la taquilla.
Alrededor de la platea se levanta el palco. En el centro de éste, coincidiendo con el vano de la única ventana, se sitúa el coro donde se situaba la orquesta. En los muros norte y sur, a la altura de los palcos, se sitúan 16 vasos acústicos (8 por flanco), que servían para mejorar la acústica y evitar el rebote de sonido y ecos. La cubierta del patio de butacas está formada por vigas de madera y una estructura de metálica que recuerdan al andén de una estación de ferrocarril novecentista, mientras que la cubierta del escenario y toda la maquinaria de la escena se han perdido.
La decoración interior representa una serie de escenas cotidianas y los retratos de cinco personajes ilustres, así como molduras y una cenefa floral que rodea el recinto. En el centro, sobre el coro, se halla el retrato de Miguel de Cervantes, quien da el nombre al teatro y en los laterales se encuentran los de Manuel Linares Rivas, Jacinto Benavente, Ruperto Chapí y otro artista no identificado. Los frescos de paisajes representan, entre otros, la plaza principal de la Colonia de Santa Eulalia, la fábrica de Alcoholes La Unión, el palacio de los Condes, un almacén, el lago artificial construido en las cercanías del Vinalopó y un tren de vapor llegando a la estación de ferrocarril de la Colonia.